# 최영일 (1971년)
최영일(崔永日, 1971년 8월 8일 ~ )은 대한민국의 정치인이다. 순창군의원, 전라북도의원을 지냈으며 제50대 전라북도 순창군수이다.
제4회 전국동시지방선거에서 순창군의원에 당선되었다. 이후 2010년에 치러진 제5회 지방선거에서 순창군의원 재선에 성공했다.
제6회 전국동시지방선거를 앞두고 새정치민주연합의 공천을 받아 순창군 선거구에서 전라북도의원 선거에 출마해 당선되었다. 4년 후인 제7회 지방선거에서도 전라북도의원에 당선되었다.
제8회 전국동시지방선거를 앞두고 민주당의 공천에서 배제되자 더불어민주당을 탈당하고 무소속으로 순창군수 선거에 출마했으며 52.36%의 득표율을 올리며 당선되었다. 당선 이후 더불어민주당에 복당했다.

## 경력
- 순창경찰서 행정발전위원회 위원
- 순정축산업협동조합 대의원, 이사
- 순창군 민주평화통일자문회의 위원
- 2006.07 ~ 2010.06: 제5대 전라북도 순창군의회 의원
- 2010.07 ~ 2014.04: 제6대 전라북도 순창군의회 의원
  - 2012.07 ~ 2014.04: 제6대 전라북도 순창군의회 후반기 의장
- 2014년 7월 1일 ~ 2018년 6월 30일: 제10대 전라북도의회 의원
- 2018년 7월 1일 ~ 2022년 4월 6일: 제11대 전라북도의회 의원
- 2022년 7월 1일 ~ : 제50대 전라북도 순창군수

## 역대 선거 결과
|  | 15.88% |

|  | 21.10% |

|  | 58.36% |

|  | 46.56% |

|  | 52.36% |